# こんにちは県警です
『こんにちは県警です』（こんにちは けんけいです）は、サンテレビジョンで放送されている兵庫県警察本部製作の県警広報情報番組である。

## 概要
1973年10月、情報番組のコーナーとして放送開始。1978年からは15分間の独立番組となり、2004年から放送を月2回に変更、さらに2019年4月からは月1回に変更された。兵庫県警察本部県民広報課職員が企画から取材・撮影・編集・キャスターなど全てを担当している。外部委託ではなく警察官が全て制作している番組は全国でも珍しい。
番組は兵庫県警察本部の警察官が、日々の警察で取り組んでいる事業について、自ら取材・編集し、県民に広く理解してもらおうという趣旨の基放送され、2019年4月までは毎月第1週・第4週の土曜日8:30-8:45に、現在は毎月第1週の土曜日8:30-8:45に放送されている。
主に第1週は防犯・活動・捜査といった健全な街づくりを進めるための兵庫県警の取り組みやトピックス、第4週は地域ぐるみで取り組む防犯活動にスポットを当てる。
例年１月の放送には兵庫県警本部長が出演するのが恒例になっている。
サンテレビジョンのほか、兵庫県内の一部ケーブルテレビ局の自主放送チャンネルでも放送されている。またアーカイブとして兵庫県警のYouTubeでも見ることができる。